# Sandora Irvin
Sandora Lavett Irvin (Fort Lauderdale, 23 febbraio 1982) è un'ex cestista statunitense, professionista nella WNBA.

## Carriera
È stata selezionata dalle Phoenix Mercury al primo giro del Draft WNBA 2005 (3ª scelta assoluta).